# Baletaksar
Baletaksar (en népalais : बलेटक्सार) est un comité de développement villageois du Népal situé dans le district de Gulmi. Au recensement de 2011, il comptait 4 210 habitants.